# فان بورن (إنديانا)
فان بورن (بالإنجليزية: Van Buren, Indiana)‏ هي منطقة سكنية تقع في الولايات المتحدة في مقاطعة غرانت (إنديانا). يقدر عدد سكانها بـ 864 نسمة ومساحتها 1.50 كم2 وترتفع عن سطح البحر 258 متر.

## التركيبة السكانية
قام مكتب تعداد الولايات المتحدة بتحديد بيانات التركيبة السكانية لفان بورن في تعداد الولايات المتحدة. في ما يلي، التركيبة السكانية حسب تعدادي 2000 و2010.

### تعداد عام 2000
بلغ عدد سكان فان بورن 935 نسمة بحسب تعداد عام 2000، وبلغ عدد الأسر 371 أسرة وعدد العائلات 264 عائلة مقيمة في البلدة. في حين سجلت الكثافة السكانية 1,599.8 نسمة لكل ميل مربع (617.7/كم2). وبلغ عدد الوحدات السكنية 394 وحدة بمتوسط كثافة قدره 674.1 نسمة لكل ميل مربع (260.3/كم2).
وتوزع التركيب العرقي للبلدة بنسبة 97.33% من البيض و 0.21% من الأمريكيين الأصليين و 0.21% من الأمريكيين ذوي الأصول الآسيوية و 0.11% من الأمريكيين الأفارقة و 1.28% من عرقين مختلطين أو أكثر.
بلغ عدد الأسر 371 أسرة كانت نسبة 34.8% منها لديها أطفال تحت سن الثامنة عشر تعيش معهم، وبلغت نسبة الأزواج القاطنين مع بعضهم البعض 54.2% من أصل المجموع الكلي للأسر، ونسبة 12.7% من الأسر كان لديها معيلات من الإناث دون وجود شريك، وكانت نسبة 28.8% من غير العائلات. تألفت نسبة 25.3% من أصل جميع الأسر من أفراد ونسبة 13.7% كانوا يعيش معهم شخص وحيد يبلغ من العمر 65 عاماً فما فوق. وبلغ متوسط حجم الأسرة المعيشية 2.98، أما متوسط حجم العائلات فبلغ 2.52.
بلغ العمر الوسطي للسكان 35 عاماً. وكانت نسبة 28.8% من القاطنين تحت سن الثامنة عشر، وكانت نسبة 6.7% بين الثامنة عشر والأربعة وعشرون عاماً، ونسبة 27.7% كانت واقعةً في الفئة العمرية ما بين الخامسة والعشرون حتى والأربعة وأربعون عاماً، ونسبة 21.4% كانت ما بين الخامسة والأربعون حتى الرابعة والستون، ونسبة 15.4% كانت ضمن فئة الخامسة والستون عاماً فما فوق. يوجد لكل 100 أنثى 94.0 ذكر، ويوجد لكل 100 أنثى في الثامنة عشر من عمرها فما فوق 85.5 ذكر.
بلغ متوسط دخل الأسرة في البلدة 36,719 دولار، أما متوسط دخل العائلة فبلغ 43,182 دولار. وكان متوسط دخل الذكور 36,250 دولار مقابل 21,111 دولار للإناث. وسجل دخل الفرد الخاص بالبلدة 14,403 دولار. وكانت نسبة 8.7% من العائلات ونسبة 9.6% من السكان تحت خط الفقر، وكان من هؤلاء نسبة 14.6% تحت سن الثامنة عشر ونسبة 9.0% في الخامسة والستين من العمر وما فوق.

### تعداد عام 2010
بلغ عدد سكان فان بورن 864 نسمة بحسب تعداد عام 2010، وبلغ عدد الأسر 357 أسرة وعدد العائلات 241 عائلة مقيمة في البلدة. في حين سجلت الكثافة السكانية 1,489.7 نسمة لكل ميل مربع (575.2/كم2). وبلغ عدد الوحدات السكنية 401 وحدة بمتوسط كثافة قدره 691.4 لكل ميل مربع (267.0/كم2).
وتوزع التركيب العرقي للبلدة بنسبة 98.0% من البيض و 0.2% من الأمريكيين الأصليين و 0.3% من الأمريكيين ذوي الأصول الآسيوية و 1.0% من عرقين مختلطين أو أكثر.
بلغ عدد الأسر 357 أسرة كانت نسبة 35.0% منها لديها أطفال تحت سن الثامنة عشر تعيش معهم، وبلغت نسبة الأزواج القاطنين مع بعضهم البعض 44.0% من أصل المجموع الكلي للأسر، ونسبة 17.4% من الأسر كان لديها معيلات من الإناث دون وجود شريك، بينما كانت نسبة 6.2% من الأسر لديها معيلون من الذكور دون وجود شريكة وكانت نسبة 32.5% من غير العائلات. تألفت نسبة 30.0% من أصل جميع الأسر من أفراد ونسبة 11.5% كانوا يعيش معهم شخص وحيد يبلغ من العمر 65 عاماً فما فوق. وبلغ متوسط حجم الأسرة المعيشية 2.96، أما متوسط حجم العائلات فبلغ 2.42.
بلغ العمر الوسطي للسكان 38.6 عاماً. وكانت نسبة 26.6% من القاطنين تحت سن الثامنة عشر، وكانت نسبة 7.5% بين الثامنة عشر والأربعة وعشرون عاماً، ونسبة 25.3% كانت واقعةً في الفئة العمرية ما بين الخامسة والعشرون حتى والأربعة وأربعون عاماً، ونسبة 26.8% كانت ما بين الخامسة والأربعون حتى الرابعة والستون، ونسبة 13.8% كانت ضمن فئة الخامسة والستون عاماً فما فوق. وتوزع التركيب الجنسي للسكان بنسبة 47.0% ذكور و53.0% إناث.